# Severočeský krajský přebor 1967/1968
V soubojích fotbalového Severočeského krajského přeboru 1967/68 se utkalo 14 týmů dvoukolovým systémem podzim - jaro. Tento ročník skončil v červnu 1968.

## Výsledná tabulka
Zdroj:
| Poř. | Tým                           | Z  | V  | R | P  | VG | OG | B  |
| ---- | ----------------------------- | -- | -- | - | -- | -- | -- | -- |
| 1.   | TJ Chemička Ústí nad Labem    | 26 | 16 | 5 | 5  | 60 | 35 | 37 |
| 2.   | TJ SZ Česká Lípa              | 26 | 16 | 3 | 7  | 58 | 32 | 35 |
| 3.   | TJ Slovan Varnsdorf           | 26 | 14 | 6 | 6  | 47 | 27 | 34 |
| 4.   | Dukla Litoměřice              | 26 | 15 | 3 | 8  | 58 | 38 | 33 |
| 5.   | TJ Spartak Roudnice nad Labem | 26 | 13 | 6 | 7  | 55 | 28 | 32 |
| 6.   | TJ Baník Kopisty              | 26 | 11 | 6 | 9  | 48 | 44 | 28 |
| 7.   | TJ Dynamo Doksy               | 26 | 11 | 6 | 9  | 53 | 55 | 28 |
| 8.   | TJ VJŠ Jirkov                 | 26 | 11 | 4 | 11 | 60 | 62 | 28 |
| 9.   | TJ Lokomotiva Bílina          | 26 | 9  | 7 | 10 | 48 | 45 | 25 |
| 10.  | TJ Slovan Duchcov             | 26 | 10 | 4 | 12 | 51 | 46 | 24 |
| 11.  | TJ Slovan Liberec „B“         | 26 | 8  | 7 | 11 | 35 | 47 | 23 |
| 12.  | TJ SEPAP Štětí                | 26 | 5  | 5 | 16 | 35 | 52 | 15 |
| 13.  | TJ Dynamo Trmice              | 26 | 5  | 4 | 17 | 33 | 62 | 14 |
| 14.  | TJ Slovan Frýdlant            | 26 | 4  | 0 | 22 | 23 | 81 | 8  |

Poznámky:
- Z = Odehrané zápasy; V = Vítězství; R = Remízy; P = Prohry; VG = Vstřelené góly; OG = Obdržené góly; B = Body

|  | Postup do Divize C 1968/69             |
|  | Sestup do příslušné I. A třídy 1968/69 |